# Curtilles
Curtilles är en ort och kommun  i distriktet Broye-Vully i kantonen Vaud, Schweiz. Kommunen har 306 invånare (2023).